# Zaricicea, Bolehiv
Zaricicea (în ucraineană Заріччя) este un sat în comuna Mijricicea din regiunea Ivano-Frankivsk, Ucraina.

## Demografie
Componența lingvistică a localității Zaricicea
     Ucraineană (98,92%)
     Rusă (1,08%)
Conform recensământului din 2001, majoritatea populației localității Zaricicea era vorbitoare de ucraineană (98,92%), existând în minoritate și vorbitori de rusă (1,08%).